# موريس مارشال
موريس مارشال (بالإنجليزية: Maurice Marshall) هو عداء المسافات المتوسطة نيوزيلندي، ولد في 12 يناير 1927 في ثمز ‏ في نيوزيلندا، وتوفي في 16 مايو 2013 في هاميلتون في نيوزيلندا.

## وصلات خارجية
- موريس مارشال على موقع اللجنة الأولمبية الدولية (الإنجليزية)
- موريس مارشال على موقع أوليمبيديا (الإنجليزية)
- موريس مارشال على موقع اللجنة الأولمبية النيوزيلندية (الإنجليزية)
- موريس مارشال على موقع اتحاد ألعاب الكومنولث (مؤرشف) (الإنجليزية)